# نابغه ذبیانی
 نابغۀ ذبیانی  فرزند معاویة (... - ۱۸ ق. هـ = ... - ۶۰۵ م). نام کامل وی زیاد بن معاویة بن ضباب بن جابر بن یربوع بن مرّة بن عوف بن سعد، الذبیانی، الغطفانی، المضری است. وی از شاعران طبقهٔ یکم دوران جاهلیت و از دیار حجاز بود. مورخ «التبریزی» می‌نویسد که نسبش به «قیس بن عیلان» می‌رسد، و کنیه اش «أبی أمامة» یا «أبی ثمامة» است. در کتاب «الشعر والشعراء» نیز چنین آمده‌ است؛ أما مورخ «البغدادی» در کتاب «خزانة الأدب» آورده‌است که کنیت وی «أبی عقرب»، و لقبش «النابغة» بوده‌است. چنانکه در این بیت شعر آمده‌است:
| وحلّت فی بنی القین بن جسر |  | فقد نبغت لهم منا شؤون |

«نابغه» پیش از اسلام بر دیانت مسیحیت می‌زیسته و یکی از سرایندگان معلقات بوده است.

## مطلع معلقه
- این چند بیت از معلقهٔ مشهور «نابغۀ ذبیانی» که به معلقهٔ (یا دارَ مَیّةَ بالعَلیْاءِ فالسَّنَد) معروف است، انتخاب شده است:

| یا دارَ مَیّةَ بالعَلیْاءِ فالسَّنَد    |  | أقْوَتْ وطَالَ علیها سالفُ الأبَدِ     |
| وقفتُ فیها أُصَیلانًا أُسائِلُها     |  | عَیَّتْ جَوابًا وما بالرَّبعِ مِن أحَدِ    |
| إلاّ الأواریَّ لأیًا ما أُبَیّنُهَا    |  | والنُّؤیُ کالحَوْضِ بالمَظلومَةِ الجَلَدِ  |
| رُدَّتْ علیَهِ أقاصیهِ، ولَبَّدَهُ        |  | ضَرْبُ الولیدةِ بالمِسْحاة ِ فی الثَّأَدِ |
| خلَّتْ سَبیلَ أتیٍّ کانَ یَحبسُهُ        |  | ورَفَّعتْهُ إلی السَّجْفینِ فالنَّضَدِ      |
| أمسَتْ خَلاءً وأمسَی أهلُها احْتمَلُوا |  | أخْنَی عَلیها الذی أخْنَی علی لُبَدِ   |
| فعَدِّ عَمَّا ترَی إذْ لا ارتِجاعَ لهُ   |  | وانْمِ القُتُودَ علی عَیْرانةٍ أُجُدِ     |
| مَقْذوفةٍ بدَخیس النَّحْضِ بازِلُها     |  | له صَریفٌ صَریفَ القَعْوِ بالمَسَدِ      |
| کأنَّ رَحْلی وقد زالَ النّهارُ بنا   |  | یَومَ الجَلیلِ علی مُستأنِسٍ وحَدِ      |
| مِن وَحشِ وَجرةَ مَوشیٍّ أکارِِعهُ       |  | طَاوِی المَصیرِ کَسِیفِ الصَّیقَلِ الفَرَدِ  |
| سَرتْ علیه مِن الجَوزاءِ سَاریةٌ     |  | تُزجی الشَّمالُ علیهِ جامِدَ البَرَدِ    |
| فَارتاعَ مِن صَوتِ کلابٍ فباتَ لهُ    |  | طَوْعَ الشَّوامتِ مِن خَوْفٍ ومِن صَرَدِ     |
| وکانَ ضُمْرانُ مِنهُ حیثُ یُوزِعُهُ      |  | طَعنَ المُعارِکِ عند المَحجَرِ النَّجُدِ   |
| شکَّ الفَریصةَ بالمِدْرَی فأنفَذَها    |  | طَعنَ المُبَیطِرِ إذ یَشفی مِن العَضَدِ   |
| کأنّهُ خارجًا من جَنبِ صَفْحَتَهِ       |  | سَفُّودُ شَرْبٍ نَسُوهُ عِندَ مُفْتَأدِ        |

## رأی محققین
محققین برآنند که «نابغه» از شاعران طبقهٔ یکم دوران جاهلیت، بلکه یکی از برترین شاعران آن دوران بعد از امرؤالقیس ابن حجر الکندی است. الأصمعی می‌گوید: «نابغه» در بازار عکاظ (نام بازاری بسیار مشهور در ایام عرب جاهلیت) خیمه‌ای برپا می‌کرده و شاعران از کل طوایف و سایر مناطق نزد وی می‌آمدند و اشعار خود را به او ارائه می‌نمودند.